# استخوانی‌زرهان
استخوانی‌زرهان (نام علمی: Osteostraci) نام یک رده از زیرشاخه مهره‌داران است.